# Det Danske Haveselskab
Det Danske Haveselskab var en dansk forening for havekultur stiftet 1900. Pr. 1. januar 2008 fusionerede foreningen med tre andre haveselskaber og blev en del af Haveselskabet.